# Celiomontà
Celiomontà (llatí: Caeliomontanus) va ser un agnomen emprat per la família dels Tricost, membres de la gens Virgínia. El nom de Celiomontà el van adoptar segurament perquè el casal familiar es trobava al turó anomenat Celi, per distingir-los d'altres membres de la mateixa gens, com ara els Esquilí.
Els principals personatges van ser: 
- Tit Virgini Tricost Celiomontà, cònsol el 496 aC.
- Aulus Virgini Tricost Celiomontà, cònsol el 494 aC germà de l'anterior.
- Aulus Virgini Tricost Celiomontà, cònsol el 469 aC fill de l'anterior.
- Espuri Virgini Tricost Celiomontà, cònsol el 456 aC germà de l'anterior
- Tit Virgini Tricost Celiomontà cònsol el 448 aC fill de l'anterior.